# Леонард (город, Миннесота)
Леонард (англ. Leonard) — город в округе Клируотер, штат Миннесота, США. На площади 1,2 км² (1,2 км² — суша, водоёмов нет), согласно переписи 2002 года, проживают 29 человек. Плотность населения составляет 24,7 чел./км².
- Телефонный код города — 218
- Почтовый индекс — 56652
- FIPS-код города — 27-36494[1]
- GNIS-идентификатор — 0646604[2]